# Campionati del mondo di ciclismo su pista 2014 - Corsa a punti femminile
La corsa a punti femminile ai Campionati del mondo di ciclismo su pista 2014 si svolse il 1º marzo 2014 su un percorso di 100 giri, per un totale di 25 km/h con sprint intermedi ogni 10 giri. La vittoria andò all'australiana Amy Cure, che concluse il percorso con il tempo di 31'30"459 alla media di 47,607 km/h.
Partenza con 19 cicliste delle quali tutte completarono la gara.

## Podio
| Pos.    | Atleta          | Nazionalità |
| ------- | --------------- | ----------- |
| Oro     | Amy Cure        | Australia   |
| Argento | Stephanie Pohl  | Germania    |
| Bronzo  | Jasmin Glaesser | Canada      |

## Risultati
| Posizione | Atleta             | Nazione       | Punti sprint | Punti giri | Totale |
| --------- | ------------------ | ------------- | ------------ | ---------- | ------ |
| 1         | Amy Cure           | Australia     | 18           | 20         | 38     |
| 2         | Stephanie Pohl     | Germania      | 15           | 20         | 35     |
| 3         | Jasmin Glaesser    | Canada        | 12           | 20         | 32     |
| 4         | Katie Archibald    | Gran Bretagna | 5            | 20         | 25     |
| 5         | María Calle        | Colombia      | 4            | 20         | 24     |
| 6         | Caroline Ryan      | Irlanda       | 1            | 20         | 21     |
| 7         | Giorgia Bronzini   | Italia        | 21           | 0          | 21     |
| 8         | Anastasia Chulkova | Russia        | 1            | 20         | 21     |
| 9         | Julie Leth         | Danimarca     | 9            | 0          | 9      |
| 10        | Yudelmis Domínguez | Cuba          | 6            | 0          | 6      |
| 11        | Jamie Wong         | Hong Kong     | 6            | 0          | 6      |
| 12        | Małgorzata Wojtyra | Polonia       | 4            | 0          | 4      |
| 13        | Kelly Druyts       | Belgio        | 4            | 0          | 4      |
| 14        | Elizabeth Newell   | Stati Uniti   | 3            | 0          | 3      |
| 15        | Jarmila Machačová  | Rep. Ceca     | 1            | 0          | 1      |
| 16        | Volha Masiukovich  | Bielorussia   | 0            | 0          | 0      |
| 17        | Ingrid Drexel      | Messico       | 0            | 0          | 0      |
| 18        | Ana Usabiaga       | Spagna        | 0            | 0          | 0      |
| 19        | Valeriya Kononenko | Ucraina       | 0            | −20        | −20    |